# Ben Webster
Ben Webster, alla nascita Benjamin Francis Webster aka "the Brute" - "frog" (Kansas City, 27 marzo 1909 – Amsterdam, 20 settembre 1973), è stato un sassofonista statunitense.
È stato, insieme a Coleman Hawkins e Lester Young, uno dei tre più importanti sassofonisti di estrazione swing. Il suo "modello" tra i due è soprattutto Hawkins, in particolare per l'uso dei registri bassi, del vibrato e della tecnica cosiddetta del growl. Webster però emette timbri più ampi e plasma un suono corposo e fremente piuttosto che roboante, animato da una sensuale sinuosità che egli contribuì ad associare in maniera quasi imprescindibile al sassofono.

## Dagli esordi agli anni trenta
Fin dalla prima infanzia Webster prende contatto con la musica e gli strumenti. Comincia a studiare il violino e il pianoforte e debutta, proprio come pianista, con le orchestre di Rusty Nelson e Dutch Campbell. Budd Johnson lo spinge poi a scegliere il sassofono dandogli le prime lezioni, e da allora si dedica quasi esclusivamente al tenore.
Il percorso di Webster come sassofonista ha inizio nel 1930 con la «Young Family Band», costituita da alcuni membri della sua famiglia e altri musicisti, tra i quali anche W.H.Young e suo figlio Lester Young.

L'esperienza familiare e, per così dire, casalinga della formazione ampia di strumenti gli lascia una forte impronta, tanto che durante tutta la sua vita Webster ha sempre affiancato all'attività di solista e leader di formazioni ristrette la partecipazione a gruppi orchestrali.
Nel 1931 lo troviamo tra le file dell'orchestra di Bennie Moten, insieme a Count Basie - dove si fa apprezzare per gli assolo nelle esecuzioni di Lafayette (1931) e Moten Swing (1933). Nel 1934 passa a quella di Fletcher Henderson e successivamente suona con Benny Carter, Cab Calloway e con la Teddy Wilson Big Band, collaborazioni di vita brevissima.

## Gli anni quaranta
Nel 1940 diviene un importante solista dell'orchestra di Duke Ellington nella quale si fa notare con i brani Cotton Tail, All Too Soon e Chelsea bridge. Il suo contributo alla band di Ellington (assieme a quello del bassista Jimmy Blanton) è fondamentale, tanto che la formazione in quel periodo viene ricordata come la Blanton–Webster band. Nel 1943, dopo svariate liti, il rapporto con Ellington si rompe, tuttavia non i legami. Webster, infatti, avrà nuovamente l'opportunità di suonare con Ellington nel periodo 1948-49 e ancora nel 1971 durante una tournée in Danimarca al Tivoli Garden. 
Sempre durante gli anni quaranta Webster frequenta l'ambiente della 52a strada a New York e forma un proprio gruppo. Registra numerose incisioni sia come solista che a nome altrui.

## Gli anni cinquanta
Dopo una breve partecipazione al gruppo di Jay McShann, nel 1953 entra nell'orchestra di Count Basie e suona in molti concerti della serie Jazz at the Philharmonic. Questi incontri, ideati dal produttore discografico Norman Granz, vengono registrati e pubblicati su disco per le etichette Clef, Norgran e soprattutto Verve Records costituendo una cospicua e importante testimonianza di quel filone che successivamente verrà etichettato mainstream.

Nella seconda metà degli anni cinquanta, Granz organizza una serie di importanti incontri in studio. Nel 1956, con Art Tatum al pianoforte danno vita una delle più riuscite sedute della serie The Art Tatum Group Masterpieces, voluta sempre da Granz per celebrare il genio di Art Tatum. Nel dicembre 1957 lo affianca a Coleman Hawkins e Oscar Peterson al pianoforte per il disco Coleman Hawkins Encounters Ben Webster, oggi considerato tra i classici del mainstream jazz.
Nel 1959 partecipa ad una seduta di incisione in quartetto, sempre con Peterson al pianoforte, per un'altra riuscita registrazione Ben Webster Meets Oscar Peterson, ancora nel 1959 con Roy Eldridge alla tromba, Coleman Hawkins e Budd Johnson al sassofono tenore, Jimmy Jones al pianoforte, Ray Brown al contrabbasso e Jo Jones alla batteria registra il riuscitissimo, anche grazie alla presenza di una sezione ritmica straordinaria, Ben Webster and Associates.

## Gli anni sessanta e l'Europa
Nel 1964 Webster lascia gli Stati Uniti d'America per partire alla volta del vecchio continente. Paesi Bassi, Francia e Danimarca sono, in quegli anni, le mete privilegiate non solo da Webster, ma da molti altri jazzisti statunitensi.
A partire dal 1965 si stabilisce a Copenaghen e partecipa nel 1967 al noto festival Moldejazz in Norvegia. Successivamente si trasferisce ad Amsterdam, dove trascorre gli ultimi anni della sua vita. Viene sepolto, insieme a molti altri personaggi celebri, nell'Assistens Kirkegård, il monumentale parco-cimitero di Copenaghen, nel quartiere di Nørrebro.
La fondazione Ben Webster, iniziata a suo nome dopo la morte e patrocinata dalla regina Margherita II di Danimarca, in base ad un accordo tra USA e Danimarca promuove la diffusione del jazz, assegnando borse di studio a giovani musicisti e un premio che, pur non elevato, attualmente gode di un grande prestigio.
Ha influenzato con il suo stile molti sassofonisti tra i quali: Lew Tabackin, Scott Hamilton, Bennie Wallace, Archie Shepp, David Murray e molti altri ancora.

## Incisioni
Discografia selezionata:
- King of the Tenors (1953) (Verve Records)
- The Art Tatum Group Masterpieces (1956) (Verve Records)
- The Soul of Ben Webster (1957) (Verve Records)
- Coleman Hawkins Encounters Ben Webster (1957) (Verve Records)
- Soulville (1957) (Verve Records)
- Ben Webster Meets Oscar Peterson (1959)(Verve Records)
- Ben Webster and Associates (1959) (Verve Records)
- The Warm Moods (1960)
- Ben Webster at the Renaissance (1960)
- Soulmates (con Joe Zawinul) (1963)